# Колиска Ньютона

Колиска в русі

Колиска Ньютона з 5 кульками і двома, що гойдаються

Колиска Ньютона, названа на честь Ісаака Ньютона,  — це пристрій, що показує закон збереження імпульсу й енергії за допомогою кількох кульок. Коли одна кулька з одного боку піднята і відпущена, вислідна сила проходить через лінію і штовхає останню догори.